# كولومبيا ساوث كارولينا نصف دولار بمناسبة الذكرى المئوية والخمسين
كان نصف الدولار الذي سك في كولومبيا كارولاينا الجنوبية بمناسبة مرور 150 عامًا قطعة تذكارية بقيمة خمسين سنتًا وقد قام مكتب سك العملة في الولايات المتحدة بإصدارها. صممه أبراهام وولف ديفيدسون وسُك في عام 1936 وهو يصادف الذكرى السنوية الـ 150 لتعيين كولومبيا عاصمة لولاية كارولينا الجنوبية.
يصور التصميم الأمامي سيدة العدالة وهي تحمل سيفًا ومقاييسًا وتقف بين مبنى الولاية القديم في ولاية كارولينا الجنوبية الذي بُني عام 1790 ومبنى الولاية الجديد الذي اكتمل بناؤه عام 1903. يظهر على الوجه الآخر شجرة النخيل رمز ولاية كارولينا الجنوبية محاطة بـ 13 نجمة تمثل المستعمرات الثلاثة عشر الأصلية مع أنها قد تكون أيضًا مخصصة لتمثيل الولايات الكونفدرالية.
ومع أن المعارضة المتزايدة للعملات التذكارية فقد أقر الكونجرس التشريع الخاص بنصف دولار كولومبيا دون معارضة في عام 1936. لم تعجب تصاميم ديفيدسون لجنة الفنون الجميلة وسعت دون جدوى إلى إيجاد بديل له. سكت العملات المعدنية في سبتمبر 1936 لكن توزيعها كان بطيئًا. وبمجرد توفرها بيعت بكميات صغيرة مما أحبط تجار العملات الذين كانوا يأملون في تجميع المزيد منها لإعادة بيعها لعملائهم. سكت 25000 قطعة نقدية ووزعت ولم يقوموا بإرجاع أي عملات معدنية إلى دار السك للاسترداد أو الصهر.  تبع عمومًا في نطاق مئات الدولارات اليوم اعتمادًا على الحالة.

## الخلفية
قاموا باستيطان المنطقة المحيطة بما يُعرف الآن بمدينة كولومبيا بولاية كارولينا الجنوبية من قبل المستعمرين البريطانيين في وقت مبكر من عام 1718 عندما قاموا بإنشاء حصن كونغاري في غرانبي بولاية كارولينا الجنوبية بالقرب من موقع المدينة الحالي. بعد نهاية الحرب الثورية الأمريكية كان المجلس التشريعي لولاية كارولينا الجنوبية قلقًا من أن عاصمة الولاية تشارلستون كانت معرضة للغاية للهجوم عن طريق البحر وكانت بعيدة جدًا عن الأراضي الزراعية التي طورت. وبناء على ذلك في عام 1786 اختيرت كولومبيا لتكون العاصمة الجديدة وواحدة من أوائل المدن المخططة في الولايات المتحدة. انعقد المجلس التشريعي لأول مرة هناك في مبنى الولاية القديم في عام 1790. لقد ثبت أن هذا المبنى معرض للفيضانات والرطوبة وهو مكان سيئ لتخزين السجلات الحكومية المهمة. بدأ العمل في بناء مبنى جديد في عام 1856 ولكن توقف العمل بسبب الحرب الأهلية الأمريكية حيث حرق مبنى الولاية القديم بعد الاستيلاء عليه من قبل قوات الاتحاد في عام 1865. لم يكن لدى ولاية كارولينا الجنوبية سوى القليل من المال لبناء الكابيتول بعد الحرب ولم يكتمل بناء المبنى الجديد حتى عام 1903.
حتى عام 1954 كانت الحكومة تبيع كامل إصدارات العملات التذكارية بالقيمة الاسمية لمجموعة مرخصة من قبل الكونجرس والتي حاولت بعد ذلك بيع العملات المعدنية لتحقيق ربح للجمهور. وبعد ذلك وصلت القطع الجديدة إلى السوق الثانوية. في أوائل عام 1936 بيعت جميع العملات التذكارية السابقة بسعر أعلى من أسعار إصدارها. لقد جذبت الأرباح الواضحة السهلة التي يمكن تحقيقها من خلال شراء وحمل العملات التذكارية العديد من الأشخاص إلى هواية جمع العملات المعدنية حيث سعوا إلى شراء الإصدارات الجديدة. وقد أدى هذا إلى ظهور العديد من مقترحات العملات التذكارية في الكونجرس بما في ذلك بعض العملات ذات الأهمية المحلية البحتة. قاموا بإقرار هذه القوانين مع أن معارضة وزارة الخزانة لإصدار العملات التذكارية وكان الرئيس فرانكلين د. روزفلت قد طلب في عام 1935 من الكونجرس عدم إقرار المزيد من مثل هذه القوانين. كانت المجموعة المخصصة لشراء نصف دولار كولومبيا من الحكومة عبارة عن لجنة قاموا بإنشاؤها من قبل عمدة كولومبيا (الذي كان في عام 1936 هو لورانس ب. أوينز) وتتكون اللجنة من ما لا يقل عن ثلاثة أشخاص.

## التشريع
تم اقتراح العملة المعدنية من قبل لجنة كولومبيا سيسكي-سينتينيال. قدم التشريع الذي يسمح بإصدار نصف دولار كولومبيا في مجلس النواب في يونيو 17، 1935 بواسطة هامبتون ب. فولمر من ولاية كارولينا الجنوبية. وقد أُحيل إلى لجنة العملات والأوزان والمقاييس. وقد قدمت تلك اللجنة تقريرها من خلال أندرو سومرز من نيويورك في فبراير/شباط.17، 1936 يوصي بإقرار مشروع القانون مع التعديلات. وقد شملت هذه التعديلات زيادة سك العملات المصرح به من 10 آلاف إلى 25 ألف عملة واشتراط أن  يطلب بالعملات من قبل لجنة لا يقل عدد أفرادها عن ثلاثة أشخاص يعينهم عمدة كولومبيا والذي كان من المفترض بموجب مشروع القانون الأصلي أن يعين الأفراد المسؤولين عن طلب العملات.
قدم فولمر مشروع القانون إلى مجلس النواب في فبراير 24، 1936. وتساءل برتراند إتش سنيل من نيويورك عما إذا كان مشروع القانون قد جاء من لجنة العملة. صرح فولمر أن الأمر كان كذلك وأنهم يضغطون عليه الآن على أمل الحصول على عملات معدنية لبيعها في الاحتفالات التي ستقام في كولومبيا في شهر مارس. وأوضح سنيل أنه أراد الحصول على مثل هذه العملة بناءً على طلب بعض الأشخاص من منطقته في البلاد لكنه علم أنها تتعارض مع سياسة وزارة الخزانة. وأشار جيسي ب. وولكوت من ميشيغان إلى أنه وبعض الأشخاص الآخرين من تلك الولاية حاولوا الحصول على عملة معدنية بمناسبة الذكرى المئوية لانضمامها إلى الاتحاد. ولم يضغطوا بشأن هذه المسألة فقط بسبب معارضة وزارة الخزانة وتهديد استخدام حق النقض الرئاسي. طالب توماس جيه أوبراين من إلينوي بالأمر المنتظم وعدل مشروع القانون وقاموا بإقراره دون معارضة أو مزيد من المناقشة.
وفي مجلس الشيوخ  أحيل مشروع القانون إلى لجنة البنوك والعملة. أفاد جيمس إف بيرنز من ولاية كارولينا الجنوبية بذلك في مارس/آذار الماضي.3، 1936 أوصى بعدد من التعديلات الطفيفة التي أكدت أن الذكرى السنوية التي احتفل بها ليس تأسيس المدينة بل كونها عاصمة ولاية كارولينا الجنوبية. قام مجلس الشيوخ بتعديل مشروع القانون وأقره دون مناقشة أو معارضة. وبما أن المجلسين قد أقرا نسخًا غير متطابقة فقد عاد مشروع القانون إلى مجلس النواب حيث وافق عليه في مارس/آذار 2009. 5. طلب فولمر من مجلس النواب اعتماد تعديلات مجلس الشيوخ وهو ما فعله. أصبح مشروع القانون الذي ينص على 25000 نصف دولار قانونًا بتوقيع الرئيس روزفلت في مارس 18، 1936.

## التحضير

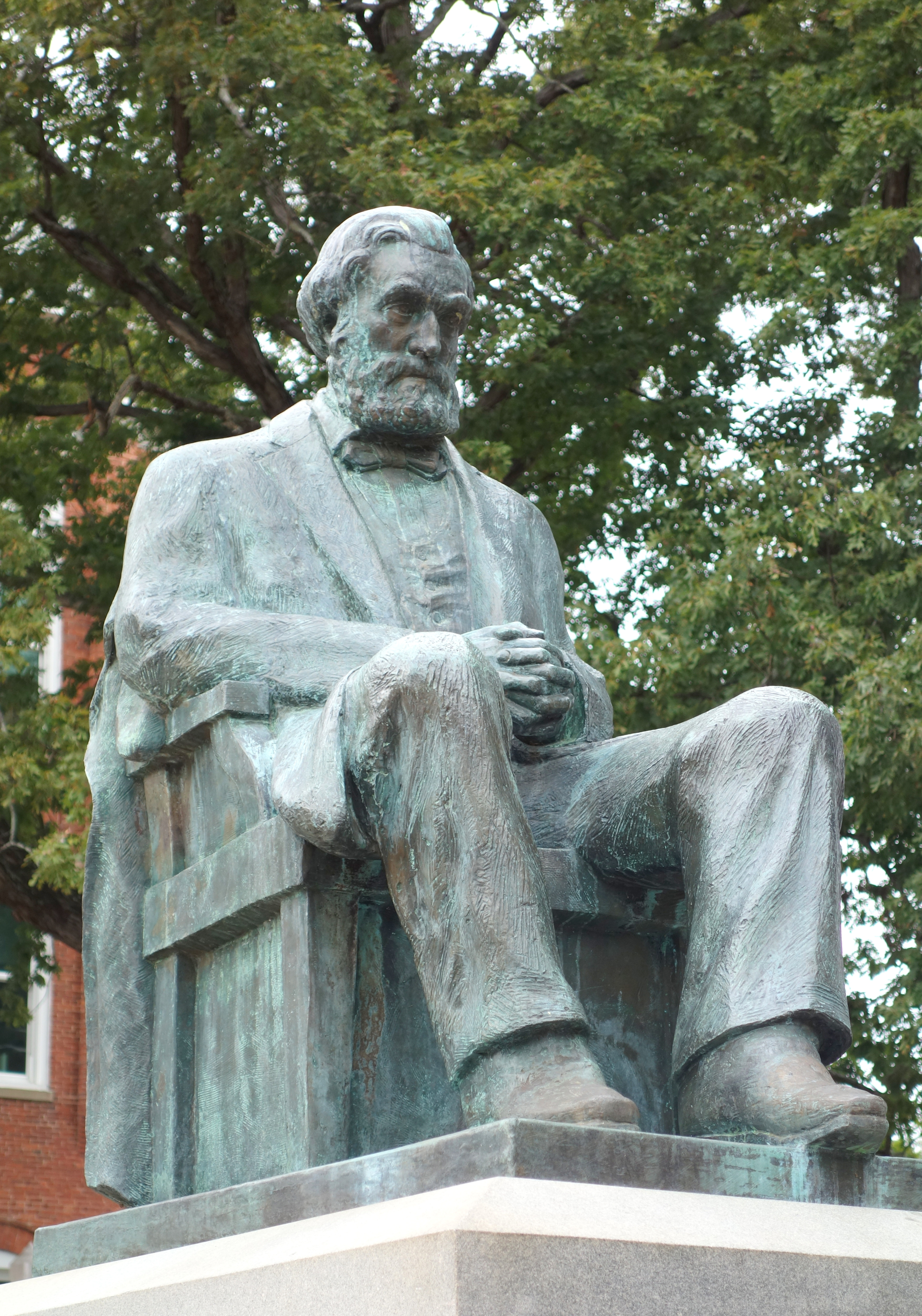
تمثال ديفيدسون لتوماس ج. كليمسون

اختارت لجنة سيسكي-سينتينيال النحات أبراهام وولف ديفيدسون البالغ من العمر 32 عامًا من كلية كليمسون لتصميم العملة. كان ديفيدسون وهو مهاجر يهودي من روسيا قد توصل إلى اتفاق مع إدارة كليمسون يقضي بأن ينحت تمثالًا لمؤسسها توماس جي كليمسون مقابل السكن والطعام والرسوم الدراسية. قاموا بإرسال نماذجه الجصية المكتملة للعملة إلى لجنة الفنون الجميلة (سي أف أيه) بواسطة مدير دار سك العملة الأمريكية نيللي تايلو روس في مايو 25، 1936. أصدر الرئيس وارن جي. هاردينج أمرًا تنفيذيًا في عام 1921 كلف فيه هيئة الفنون المعاصرة بتقديم آراء استشارية بشأن الأعمال الفنية العامة بما في ذلك العملات المعدنية وأراد روس الحصول على رأي هيئة الفنون المعاصرة. لقد أدركت وجود عيوب واضحة في تصميم ديفيدسون وقالت إنها كانت "غير مرضية" و"تفتقر إلى الجدارة الفنية". وافق رئيس سي أف أيه تشارلز مور على تقييم روس في رسالة مؤرخة في 1 يونيو 1936 واقترح أن تقوم لجنة كارولينا الجنوبية بتعيين حائز ميداليات ذي خبرة. وفقًا لإريك براذرز في مقالته عن ديفيدسون في مجلة عالم العملات : "لم تتزحزح لجنة الذكرى المائة والخمسين كان ديفيدسون الابن الموهوب المتبنى لكولومبيا وكليمسون."
في شهر يونيو 13 أعادت روس النماذج إلى ديفيدسون وكتبت إلى جيمس هاموند رئيس لجنة سيسكي-سينتينيال قائلة إنها أعادت النماذج وحددت المتطلبات الفنية للدار فيما يتعلق بنماذج العملات المعدنية. بعد ذلك عمل ديفيدسون تحت إشراف لي لوري النحات العضو في سي أف أيه. جعلت صورة العدالة الموجودة على الوجه الأمامي أقل "ترهلاً" وأضفئت مظهر مثالي على أوراق النخيل الموجودة على الوجه الخلفي. وقد أوصت هيئة معايير المحاسبة الدولية بالنماذج المنقحة في يوليو/تموز 22 وقاموا بالموافقة عليها لاحقًا من قبل وزير الخزانة هنري مورجنثاو.

## التصميم

يصور ختم ولاية كارولينا الجنوبية شجرة النخيل بنفس رمزية العملة المعدنية.

يصور الوجه الأمامي لنصف دولار كولومبيا سيدة العدالة وهي تحمل سيفًا ومجموعة من المقاييس من أن افتقارها إلى عصابة العين المستخدمة في العديد من التصويرات. على يسارها ويمينها يوجد مباني الولاية القديمة والجديدة في ولاية كارولينا الجنوبية مع أحد تواريخ الذكرى السنوية أسفل كل منها. إذا سكت العملة في دار سك العملة في دنفر أو في سان فرانسيسكو تظهر علامة دار السك المناسبة أسفلها - دي أو في ذلك الوقت، لم تستخدم دار سك العملة في فيلادلفيا واحدة. تظهر كلمة الحرية على يسارها ويحيط بيان الذكرى السنوية بالتصميم.
ويصور الوجه الخلفي شجرة النخيل شعار ولاية كارولينا الجنوبية. تربط الأسهم بقاعدتها على شكل صليب بواسطة شريط عريض مما يدل على الدلالة العسكرية للشجرة. في شهر يونيو في 28 فبراير 1776 حاولت إحدى أساطيل البحرية البريطانية الاستيلاء على حصن مولتري في ميناء تشارلستون. مع أن إطلاق السفن البريطانية العديد من الطلقات خلال معركة جزيرة سوليفان فإن تلك التي أصابت التحصينات امتصتها جذوع النخيل الناعمة التي شكلتها وبلغت حصيلة القتلى الأميركيين 12 مقابل مئات البريطانيين الذين قتلوا بنيران الحصن. يرمز فرع البلوط المقطوع عند قاعدة شجرة النخيل إلى السفن البريطانية المصنوعة من خشب البلوط. كما ذكر أرلي سلابوغ الابن في مجلده عن العملات التذكارية "لقد أثبت سكان كارولينا الجنوبية في عام 1776 أن شجرة النخيل كانت متفوقة على شجرة البلوط في إنجلترا القديمة وثم تظهر فوق شجرة البلوط على هذه العملة". يبدو أن النجوم الثلاثة عشر المحيطة بالشجرة ترمز إلى الولايات الأمريكية الأصلية ولكن ربما كان المقصود منها أيضًا استحضار الولايات الكونفدرالية الأمريكية. يظهر على الوجه الخلفي اسم الدولة والقيمة الاسمية للعملة والشعارات المطلوبة بموجب القانون. لم تظهر الأحرف الأولى من اسم ديفيدسون على العملة.
وفقًا لكارل ستانج في مقالته عام 2012 عن نصف دولار كولومبيا، "تبدو العملة المعدنية بشكل عام جميلة المظهر في أي حالة تقريبًا". صرّح الكاتب المتخصص في علم العملات، كيو. ديفيد باورز قائلاً : "كان نصف الدولار جذابًا ببساطته وقليل من علماء العملات الذين يميلون بلا شك إلى إبداء آرائهم إن لم تعجبهم الأمور شعروا بالحاجة إلى نقده". وكتب مؤرخ الفن كورنيليوس فيرمول  في مجلده عن العملات والميداليات الأمريكية قائلاً : "تُقدّم العملة مزيجًا ضعيفًا من وجه مجازي ووجه رمزي مع حروف متباينة ضيقة على أحد الوجهين ومبعثرة بشكل غير منتظم على الآخر". واعتبر الوجه "غير متناسب" والوجه "مملًا ؛ فهو يُذكّر ببدائية القرن التاسع عشر التي اتسمت بها الفئات النقدية الكبيرة لدولة إسبانية مستعمرة أو دولة مستقلة حديثًا في أمريكا الجنوبية لكنها تفتقر إلى عفوية تلك القطع النقدية المتينة المكونة من ثمانية أجزاء. وبالطبع يفتقر نصف دولار كولومبيا إلى الشعور الخشن الناتج عن العمل في مكبس لولبي يُستحضر في هذه العملات".

## التوزيع والتحصيل
أقيمت احتفالات الذكرى السنوية في كولومبيا في الفترة ما بين مارس 22 و 29، 1936. في شهر مايو وفي عام 30 كتب السيناتور بيرنز إلى المدير روس يطلب نيابة عن هاموند أن تسك العملات المعدنية في جميع دور سك العملة الثلاثة المفتوحة آنذاك. وطلب أيضًا أنه إذا لم يكن ذلك ممكنًا فيجب أن تُسك بعض العملات المعدنية بتاريخ 1936 وبعضها بتاريخ 1937. عقدت لجنة فرعية تابعة للجنة مجلس الشيوخ للشؤون المصرفية والعملة جلسات استماع في مارس/آذار11 حيث كانت هناك شهادة تفيد بأن العملات التذكارية كانت تُسك في العديد من دور سك العملة وفي سنوات متعددة لزيادة عدد الأصناف التي يحتاجها جامع العملات لمجموعة كاملة ولكن مشروع قانون كولومبيا الذي وقع كقانون بعد أسبوع واحد فقط سمح بالسك في العديد من دور سك العملة وقد حدث هذا بحلول نهاية سبتمبر 1936. ضربت ما مجموعه 9007 قطعة في فيلادلفيا و8009 قطعة في دنفر و8007 قطعة في سان فرانسيسكو مع الاحتفاظ بالكمية الزائدة عن الآلاف للفحص والاختبار في اجتماع لجنة التحليل السنوي لعام 1937. مع أن قطعة كولومبيا كانت أول قطعة تذكارية جديدة اعتمدت في عام 1936 فقد أصبحت بذلك آخر قطعة تسك. لم  توزع العملات المعدنية على الفور ولكن تلقوا الطلبات بسعر 2.15 دولار للعملة الواحدة مع مجموعة من ثلاث عملات مقابل 6.45 دولار. بحلول 19 أكتوبر 1936 كان الاكتتاب في الإصدار قد تجاوز 15 ألف قطعة نقدية وهو ما يمثل على الأرجح الكميات التي يرغب فيها تجار العملات. في بداية شهر ديسمبر ظلت العملات المعدنية غير موزعة مما تسبب في بعض التعليقات السلبية في مجتمع علم العملات.

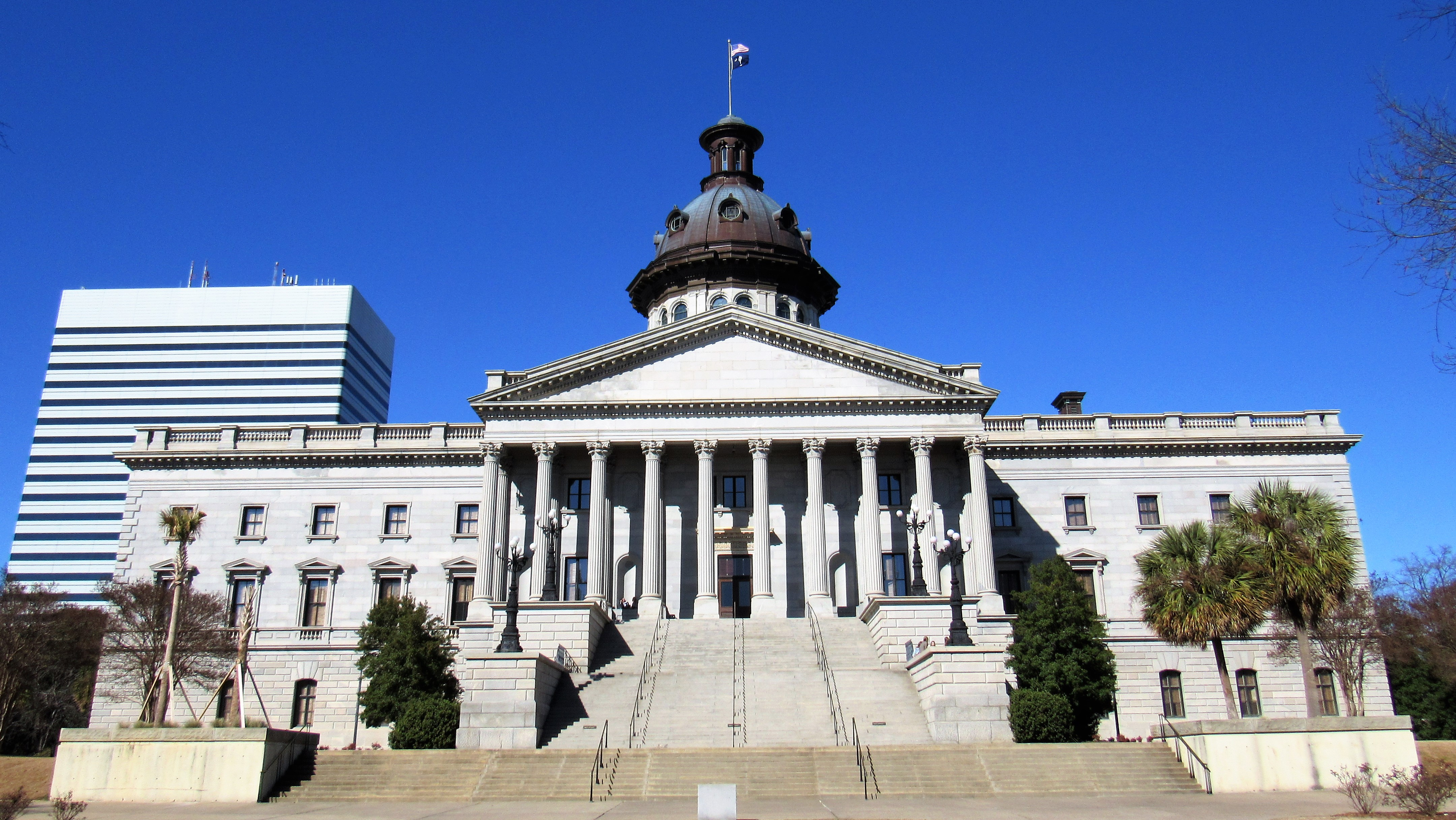
مجلس ولاية كارولينا الجنوبية

ولضمان التوزيع العادل للعملات المعدنية نفذ طلبات صغيرة فقط. خلال أول 24 ساعة من المبيعات كانت العملات المعدنية متاحة فقط لسكان المدينة وبعد ذلك لم يكن من الممكن شراؤها إلا عن طريق الطلب بالبريد. ويستطيع السكان المحليون شراءها بسعر 2 دولار لكل منها. لم يتمكن التجار من الحصول على كميات كبيرة مما دفعهم إلى إدراج العملات المعدنية للبيع في إعلاناتهم دون سعر بيع. كتب ديفيد بولوا في دراسته التي نُشرت عام ١٩٣٨ عن العملات التذكارية "قامت اللجنة بتوزيعها بإنصاف ولم يتمكن سوى عدد قليل من الأشخاص من تأمين هذه العملات بكميات كبيرة. وقد بذلت اللجنة قصارى جهدها لمعاملة هواة الجمع بإنصاف ومنع المضاربين من التلاعب بأسعار المجموعات في السوق المفتوحة كما حدث مع العديد من الإصدارات التذكارية السابقة." وقد لبية معظم الطلبات على مجموعة واحدة من العملات. تم الاحتفاظ ببعض المجموعات لأغراض أخرى : قدم واحدة إلى الرئيس روزفلت في فبراير 1937 ووضع ست مجموعات في كبسولة زمنية فتحت في عام 1986 عندما بيعت تلك العملات المعدنية مقابل عدة آلاف من الدولارات للمجموعة.
بحلول عام 1940 كانت المجموعات تباع بحوالي 6 دولارات لكل منها في السوق الثانوية وهو السعر الذي ارتفع إلى 10 دولارات بحلول عام 1950 وإلى 100 دولار بحلول عام 1965. بحلول عام 1980 وصل سعر المجموعة إلى 1750 دولارًا وهو السعر الذي انخفض بعد ذلك. تُدرج الطبعة الفاخرة من كتاب دليل أر أس يومان للعملات المعدنية للولايات المتحدة الذي نُشر في عام 2020 المجموعة بسعر يتراوح بين 540 دولارًا و900 دولارًا اعتمادًا على الحالة مع تقدير قيمة القطع الفردية بثلث هذا المبلغ. بيعت عينة استثنائية من دار سك العملة في دنفر (1936-دي) مقابل 15863 دولارًا في عام 2019.

## الملحوظات
1. ↑  The edge is ridged.
2. ↑  ادعت الكونفدرالية أن لديها 13 نجمة على الرغم من أنها كانت تضم 11 ولاية فقط حيث كانت تتضمن نجومًا لولاية ميسوري وكنتاكي، والتي لم تنفصل.

## الروابط خارجية
قالب:Coinage (United States)